# Valdemar Klein
Valdemar Enevold Klein (29. oktober 1868 på Einsidelsborg – 30. januar 1947 i København) var en dansk ørelæge, kunstsamler og legatstifter.
Klein var søn af skovrider Edward Helweg Emil Klein (død 1897) og Signe Antonie Hansen (død 1882), blev student fra Odense Katedralskole 1888 og cand. med. 1895. Han var ansat ved forskellige københavnske hospitaler og var assistent 1897-1901 ved Københavns polikliniks otologiske afdeling. I 1902 åbnede han en otologisk privatklinik og var i årene 1905-34 konsulent i øre-, næse- og halssygdomme ved Balders Hospital.

## Tillidshverv
Valdemar Klein fik mange tillidshverv. Han var medlem af bestyrelsen for Danske Lægers Forsikringsselskab fra 1907, for Københavns Øre- og Halslægers Organisation 1908-16, Københavns Lægeforening 1909-13 og dennes formand 1921-23, af Den Almindelige Danske Lægeforenings hovedbestyrelse 1913-19, endvidere formand for Københavns Lægeforening og Samvirkende Sygekassers Enighedskammer 1916-20, medstifter af Husmoderhjælpens Korps 1920 og dets formand 1920-30, samt medredaktør af Dansk Sundhedstidende 1912-18.

## Kunstsamler
Valdemar Kleins praksis var indbringende, hvilket gjorde det muligt for ham at opbygge en stor kunstsamling. Den bestod til dels af hans samtids moderne malere og rummede også ældre kunst af Wilhelm Marstrand og Hans Smidth. Den enestående del af den kleinske samling var dog et udvalg af tidlige kinesiske bronzer: vaser, vinbægre, offerkar og klokker, hvoraf det meste stammede fra det sidste årtusinde f. Kr.
Af sin formue stiftede Valdemar Klein sammen med sin hustru et legat og en pris, som årligt tildeles danske læger og kunsthistorikere.
Klein blev gift 28. august 1901 i Søllerød med læge Christiane Johanne Lassen (23. februar 1866 i Magleby Sogn - 4. oktober 1946 i København), datter af proprietær Christian Carl Niels Lassen (1836-1910) og Dorothea Schierner (1840-1912).